# Sovjeternas hus

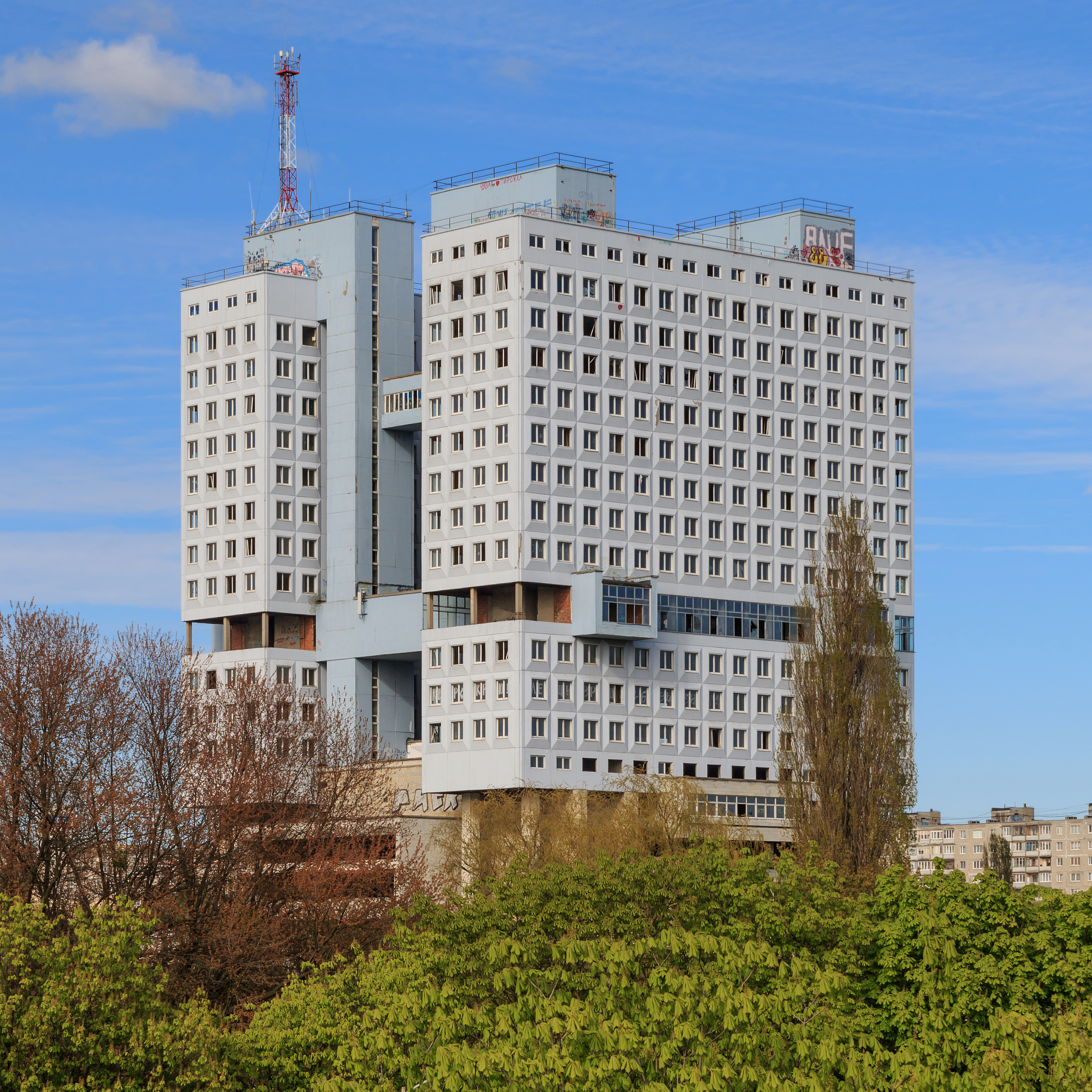
Sovjeternas hus, även kallat Monstret i Kaliningrad. Trots att huset på utsidan såg färdigt ut var det fortfarande ett tomt skal

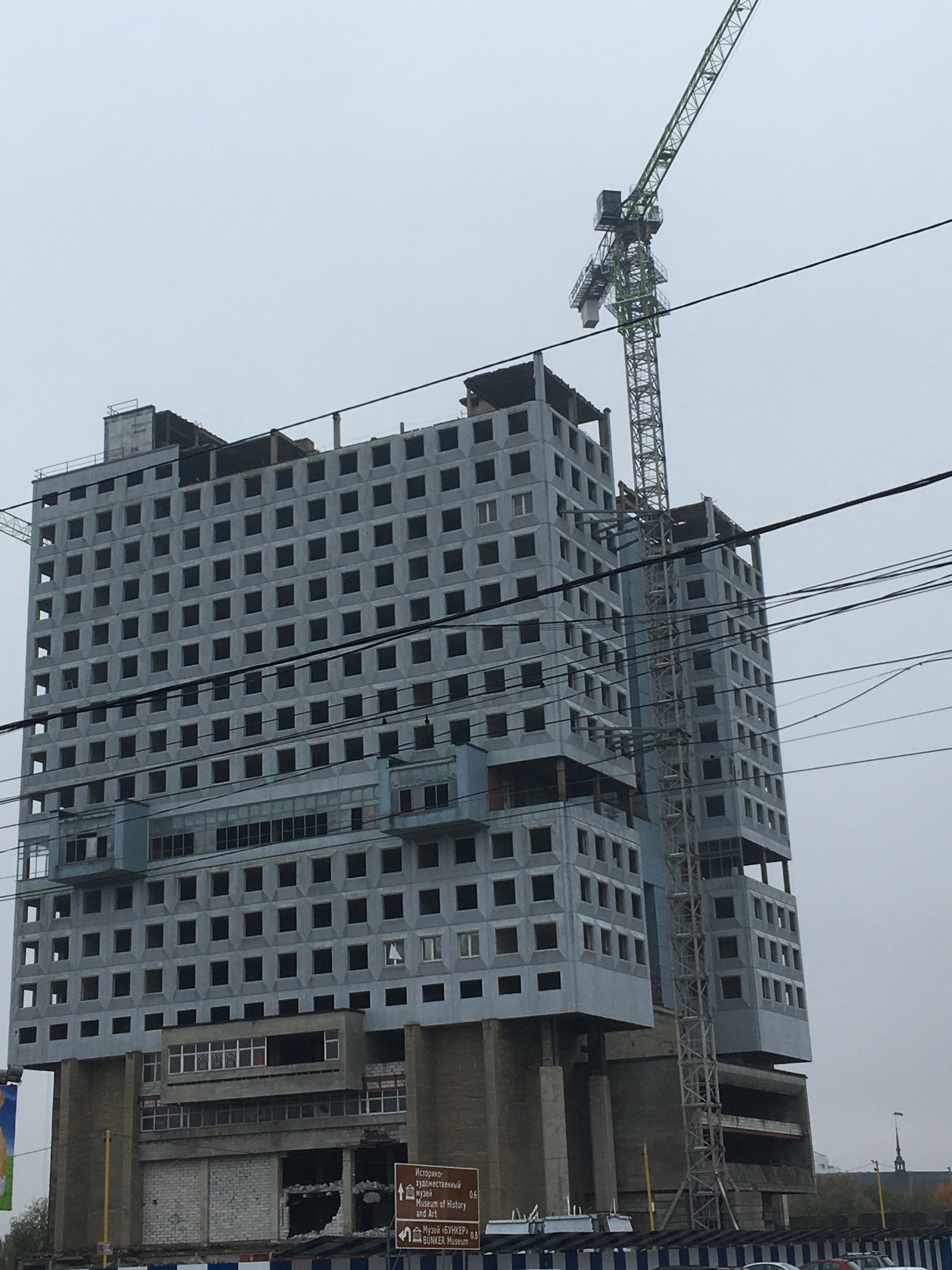
Bilden är från 2023 och visar när rivningen av Sovjeternas hus påbörjades

Sovjeternas hus (ryska Дом Советов/ Dom Sovjetov) var en byggnad i Kaliningrad som aldrig blev färdigbyggd. Byggnaden stod på den plats där Königsbergs slott tidigare låg. Byggnaden kallades även Monstret av stadens befolkning.
Under andra världskriget blev Königsbergs slott förstört efter bombningar. Staden som tidigare tillhört Tyskland övertogs efter kriget av Sovjetunionen. Intresset att återuppbygga slottet var lågt från den sovjetiska regimen. 1966 bestämde kommunistpartiets regionale ordförande i Kaliningrad att slottsruinerna skulle rivas och istället skulle staden få ett stort byggnadskomplex för stadens administration. Enligt andra källor var det Leonid Brezjnev som gav order om rivningen, trots stora protester. På detta sätt skulle man avlägsna stadens tyska historia och istället symbolisera den nya statsmakten.
Bygget startade 1970 och pågick under några år. Under 1980-talet avbröts bygget. Byggnaden höll på att sjunka eftersom den var byggd på slottets svaga underjordiska plan. Under flera år stod allting stilla och byggnaden hade inte ens fönster. 2005 hade staden sitt 750-årsjubileum. I samband med detta färdigställdes byggnadens utsida genom att den försågs med fönster. Fasaden målades då också i en ljusblå färg. Trots detta var byggnaden i övrigt lika ofärdig och var in det sista enbart ett tomt skal utan inredning.
Under senare år ifrågasattes det om byggnaden verkligen gick att färdigställa. Experter menade att det mer eller mindre var omöjligt att färdigställa byggnaden och att det på sikt istället var nödvändigt att riva den istället.
Kaliningrads regionalguvernör Anton Alichanov meddelade att byggnaden skulle rivas under år 2021. Rivningen påbörjades den 18 maj 2023 och förväntades pågå i ca ett år. I augusti 2024 avslutades rivningen och byggnaden var borta.